# يوشينوري كومادا
يوشينوري كومادا (باليابانية: 熊田喜則؛ بالكانا: クマダ ヨシノリ) هو لاعب كرة قدم ياباني []، ولد في 25 أغسطس 1961 في مقاطعة هيغاشيشيراكاوا ‏ في اليابان. لعب مع YSCC Yokohama ‏.